# Peter Pucelj
Peter Pucelj (* 6. Dezember 1982 in Kranj) ist ein ehemaliger slowenischer Handballspieler.

## Karriere
Peter Pucelj spielte zunächst beim slowenischen Verein Prevent Slovenj Gradec und daran anschließend bis 2011 in Bosnien und Herzegowina bei RK Bosna Sarajevo. Zur Saison 2011/12 wechselte der 1,93 Meter große Kreisläufer nach Serbien zum RK Roter Stern Belgrad, den er aber noch während der laufenden Saison wieder verließ und sich Gorenje Velenje anschloss, mit dem er 2012 und 2013 die slowenische Meisterschaft gewann. Ab August 2013 stand Pucelj beim deutschen Bundesligisten ThSV Eisenach unter Vertrag, den er im April 2014 vorzeitig verließ. Im Oktober 2014 schloss er sich dem dänischen Erstligisten Bjerringbro-Silkeborg an. Mit Bjerringbro-Silkeborg gewann er 2016 die Meisterschaft. Anschließend beendete er seine Karriere.
Pucelj nahm mit der slowenischen Nationalmannschaft an der Europameisterschaft 2012 in Serbien sowie an der Weltmeisterschaft 2013 in Spanien teil, wo das Team den 4. Platz erreichte.